# コミックグロウル
『コミックグロウル』は、ブシロードワークスが運営するウェブコミック配信サイト。

## 歴史
2021年1月22日、ブシロードメディアにより『コミックブシロードWEB』（コミックブシロードウェブ）として開設。オリジナル作品のほか、『BanG Dream!』や『from ARGONAVIS』などブシロードによるコンテンツを原作としたコミカライズも配信している。また、『月刊ブシロード』で連載された作品を期間限定で配信している。
2022年7月1日付でブシロードメディアがブシロードクリエイティブに吸収合併され同社に出版編集業務が移管されたのに伴い、コミックブシロードWEBの運営も同社へ移管された。
2023年7月1日付でブシロードクリエイティブの書籍出版事業及びIPに関する業務がブシロードワークスに移管されたのに伴い、コミブシWEBの運営も同社へ移管された。
2023年12月21日、名称を『コミックグロウル』に変更。2025年3月31日にはマンガSaaS「コミチ＋」を導入した大幅リニューアルを行った。

## 現在の連載作品
| 作品名 | 作者（作画）       | 原作・原案など                                                            | 開始日         | 備考                             |
| --- | ------------------ | ------------------------------------------------------------------------- | -------------- | -------------------------------- |
| きゅぽぽんぬ♡宇宙忍者カンパニー                                                                                        | ちょぼらうにょぽみ | N/A                                                                       | 2021年9月24日  |                                  |
| 聖戦勇戯〜魔王が死んで100年後〜                                                                                        | IsII               | 榊一郎（原作）                                                            | 2021年10月22日 |                                  |
| Fw:ゾンビネス・レギーナ                                                                                                | 桐原いづみ         | あかほりさとる（原作） 八木崇夫（原作協力）                               | 2022年7月8日   |                                  |
| 今日からマ王! S | 松本テマリ         | 喬林知（原作）                                                            | 2022年7月29日  |                                  |
| 仁科くんの編集冒険記 〜ラノベはダンジョンで創られる〜                                                                  | ストロマ           | 榊一郎（原作）                                                            | 2022年9月9日   |                                  |
| ブルーアーカイブ 便利屋68業務日誌                                                                                      | 野際かえで         | ブルーアーカイブ                                                          | 2022年10月14日 |                                  |
| ツインスター・サイクロン・ランナウェイ                                                                                 | たなかあひる       | 小川一水（原作） 望月けい（キャラクター原案）                             | 2023年7月21日  |                                  |
| 王立騎士団の花形職 〜転移先で授かったのは、聖獣に愛される規格外な魔力と供給スキルでした〜                              | 糸由はんみ         | 眼鏡ぐま（原作） 縞（キャラクター原案）                                   | 2023年9月15日  |                                  |
| だから勝手に勇者とか覇王に認定すんのやめろよ!〜エルフ族も国王様もひれ伏すほど俺は偉大な役割らしい〜                    | 勇人               | 鳳仙花（原作） こちも（キャラクターデザイン）                             | 2023年12月8日  |                                  |
| ゴーストアンドウィッチ                                                                                                 | ヤマザキコレ       | N/A                                                                       | 2023年12月21日 | 『マンガドア』より移籍           |
| 魔法使いの嫁 | ヤマザキコレ       | N/A                                                                       | 2023年12月21日 | 『月刊コミックガーデン』より移籍 |
| こんな異世界のすみっこで ちっちゃな使役魔獣とすごす、ほのぼの魔法使いライフ                                            | 栗崎きんぐ         | いちい千冬（原作） 桶乃かもく（キャラクター原案）                         | 2024年2月2日   |                                  |
| 職業は鑑定士ですが【神眼】ってなんですか? 〜世界最高の初級職で自由にいきたい〜                                         | コノモトケント     | 渡琉兎（原作） ゆのひと（キャラクター原案）                               | 2024年2月2日   |                                  |
| 公爵令嬢は我が道を場当たり的に行く                                                                                     | 高瀬雛             | ぽよ子（原作） にもし（キャラクター原案）                                 | 2024年2月9日   |                                  |
| 先代勇者は隠居したい                                                                                                   | 延川祐子           | 唯乃ユイ（ネーム構成） 井々田K（原作） 霜月えいと（キャラクターデザイン） | 2024年3月1日   |                                  |
| なんでもメイドと侯爵様の子育て論                                                                                       | 八尋八尾           | 瀬尾優梨（原作）                                                          | 2024年3月15日  |                                  |
| 僕のいけずな婚約者 | 冬谷リク           | N/A                                                                       | 2024年4月12日  |                                  |
| 朱太后秘録 私が妃だなんて聞いてませんが!                                                                               | 十葉かさね         | ただのぎょー（原作） おの秋人（キャラクター原案）                         | 2024年4月19日  |                                  |
| 王子の取巻きAは悪役令嬢の味方です                                                                                      | 岸本さとる         | 佐崎一路（原作） 吉田依（キャラクター原案）                               | 2024年4月19日  |                                  |
| Project:;COLD case.614 Strawberry and secrets                                                                          | 揚茄子央           | Team Project:;COLD（原作）                                                | 2024年4月19日  |                                  |
| ナカ●シ姉妹のヘン●イ記録                                                                                               | かぜぱな           | N/A                                                                       | 2024年4月26日  |                                  |
| 天空の異世界ビストロ店 〜看板娘ソラノが美味しい幸せ届けます〜                                                          | 島田ハチ           | 佐倉涼（原作） すざく（キャラクター原案）                                 | 2024年4月26日  |                                  |
| -レ・ミゼラブルより- ルールブルーの友らへ                                                                              | 榮恵愛             | ヴィクトル・ユーゴー（原案）                                              | 2024年5月24日  |                                  |
| カードファイト!! ヴァンガード YouthQuake                                                                               | Quily              | 伊藤彰（シリーズ原案）                                                    | 2024年6月14日  | 『月刊ブシロード』より移籍       |
| 東京異人警察 | 池田73号           | N/A                                                                       | 2024年6月21日  |                                  |
| ただの村人の僕が、三百年前の暴君皇子に転生してしまいました 〜前世の知識で暗殺フラグを回避して、穏やかに生き残ります!〜 | た介               | サンボン（原作） 夕子（キャラクター原案）                                 | 2024年6月28日  |                                  |
| 白魔女さんとの辺境ぐらし 〜最強の魔女はのんびり暮らしたい〜                                                            | 冬空               | 門司柿家（原作） syow（キャラクター原案）                                 | 2024年7月5日   |                                  |

## 過去の連載作品
| 作品名                                                 | 作者（作画）       | 原作・原案など                                                                    | 開始日         | 終了日         | 備考 |
| ------------------------------------------------------ | ------------------ | --------------------------------------------------------------------------------- | -------------- | -------------- | ---- |
| 雨降るある日の異世界で                                 | 桜木蓮             | N/A                                                                               | 2021年1月22日  | 2021年1月29日  |      |
| 童話の国のALiCE                                        | 荒木佑輔           | N/A                                                                               | 2021年1月22日  | 2021年10月8日  |      |
| おしごとですよ! 赤根さん                               | 木村まつり         | N/A                                                                               | 2021年1月22日  | 2022年1月28日  |      |
| D4DJ-The story of Happy Around!-                       | 倉崎もろこ         | ブシロード（原案）                                                                | 2021年1月22日  | 2022年5月27日  |      |
| プリティマイティドール                                 | 勇人               | 太田顕喜（脚本） 田畑壽之（キャラクターデザイン）                                 | 2021年2月26日  | 2022年7月22日  |      |
| ホウカゴB面セカイ                                      | 伊藤イット         | サイトウケンジ（原作）                                                            | 2021年3月26日  | 2022年6月24日  |      |
| 魔女と魔獣                                             | 唯乃ユイ           | N/A                                                                               | 2021年3月26日  | 2022年11月25日 |      |
| バトルアスリーテス大運動会 ReSTART! プリマ・ステラ     | 青井一世           | 香椎葉平（ストーリー構成）                                                        | 2021年4月9日   | 2022年3月25日  |      |
| りんかね                                               | とめきち           | N/A                                                                               | 2021年4月9日   | 2023年3月10日  |      |
| ケモノとワルツ                                         | 椿木とりか         | N/A                                                                               | 2021年4月9日   | 2023年10月27日 |      |
| くれいずぅ クレイわんぱく冒険記                        | AKI                | 伊藤彰                                                                            | 2021年4月23日  | 2022年11月25日 |      |
| 地獄のハザマくん                                       | 熊野ひぐま         | N/A                                                                               | 2021年5月14日  | 2021年8月13日  |      |
| バンドリ！ ガールズバンドパーティ！ イベントダイアリー | 黒渕かしこ         | Craft Egg、ブシロード（原作）                                                     | 2021年5月28日  | 2024年2月23日  |      |
| オバプロ!                                              | 巻々廻             | N/A                                                                               | 2021年6月11日  | 2022年2月11日  |      |
| コッペくん                                             | やじまけんじ       | N/A                                                                               | 2021年6月11日  | 2022年2月18日  |      |
| ヴァージン†メイデン                                    | となりける         | 太田顕喜                                                                          | 2021年6月11日  | 2022年10月14日 |      |
| 声優カプセル部4コマ                                    | パトリシアーナ菊池 | N/A                                                                               | 2021年6月25日  | 2021年10月22日 |      |
| Gem Fragments オーブ                                   | cosaka             | 平和ライチ（ネーム構成） ふじかわ（ストーリー原案） Gem Fragments PROJECT（原作） | 2021年7月9日   | 2022年5月13日  |      |
| マン・バイト 蒼空猟域                                  | 長谷川裕一         | N/A                                                                               | 2021年7月9日   | 2023年12月8日  |      |
| フロム アルゴナビス ファントムごはん                   | さおとめあげは     | ブシロード（原作・企画）                                                          | 2021年8月13日  | 2022年11月25日 |      |
| ひなたのひより                                         | 毒田ぺパ子         | N/A                                                                               | 2021年8月27日  | 2024年3月22日  |      |
| 少女☆歌劇 レヴュースタァライト 再会Eyes〜74th          | 綾杉つばき         | 三浦香（作） ブシロード、ネルケプランニング、キネマシトラス（原作）               | 2021年9月10日  | 2021年12月10日 |      |
| 落ちこぼれ召喚士と透明なぼく                           | 藤近小梅           | 漆原雪人（原作）                                                                  | 2021年11月26日 | 2023年8月25日  |      |
| VISUAL PRISON comics                                   | みんとずし         | 上松範康、Afredes（原作） Project VP（監修）                                      | 2021年12月24日 | 2023年4月28日  |      |
| 摂理狂神大戦 ヴァンパイアミスト                        | 赤人義一           | N/A                                                                               | 2022年2月11日  | 2023年12月8日  |      |
| 修羅の国のアイディール〜DOGENGERS 99 Years Later〜     | 野口祥汰           | 内藤ユウスケ（脚本） 悪の秘密結社（原作）                                         | 2022年6月10日  | 2023年7月28日  |      |
| プリマドール 〜ようこそ黒猫亭へ〜                      | 戸田大貴           | VISUAL ARTS、Key、バイブリーアニメーションスタジオ（原作）                        | 2022年8月12日  | 2023年5月12日  |      |
| リーマンズクラブ バドリーマンレポート                  | 坂下コウ           | Team RMC                                                                          | 2022年10月28日 | 2023年8月25日  |      |
| 剣と弓とちょこっと魔法の転生戦記                       | 近衛桜月           | U字（原作） 花ヶ田（キャラクターデザイン） TJ16（演出・構成）                     | 2022年11月11日 | 2023年9月8日   |      |
| ブルーブロッサム                                       | かぜぱな           | N/A                                                                               | 2022年3月11日  | 2023年9月22日  |      |